# Міхама (Міє)

Міха́ма (яп. 御浜町, みはまちょう, МФА: [mʲihama t͡ɕoː]?) — містечко в Японії, в повіті Мінамі-Муро префектури Міє. Розташоване в південній частині префектури, на березі Тихого океану. Отримало статус містечка 1958 року. Площа становить 88,28 км². Станом на 1 серпня 2011 року населення складало 9204  осіб, густота населення — 104 осіб/км².   